# Rufus Mallory

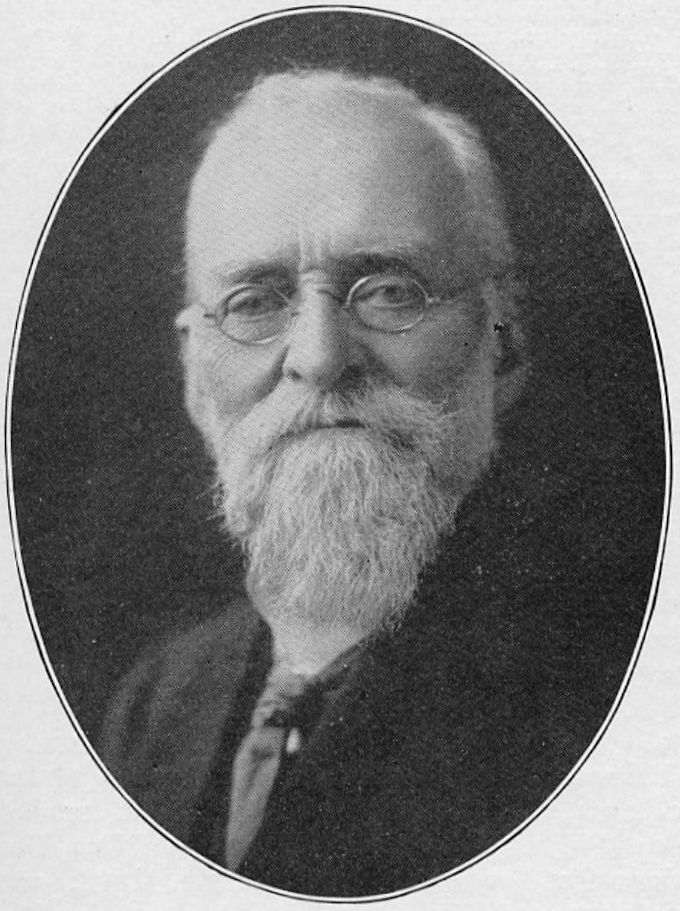
Rufus Mallory

Rufus Mallory (* 10. Januar 1831 in Coventry, Chenango County, New York; † 30. April 1914 in Portland, Oregon) war ein US-amerikanischer Jurist und Politiker. Zwischen 1867 und 1869 vertrat er den Bundesstaat Oregon im US-Repräsentantenhaus.

## Frühe Jahre
Rufus Mallory besuchte die öffentlichen Schulen seiner Heimat und danach die Alfred Academy im Staat New York. Nach einem Umzug nach New London in Iowa war er dort zwischen 1855 und 1858 als Lehrer tätig. Im Jahr 1858 zog er dann nach Roseburg in Oregon, wo er ebenfalls als Lehrer arbeitete und Jura studierte. Nach seiner 1860 erfolgten Zulassung als Rechtsanwalt begann er diesen Beruf in Salem auszuüben. Zwischen 1862 und 1866 war er Bezirksstaatsanwalt.

## Aufstieg zum Kongressabgeordneten
Mallory war Mitglied der Republikanischen Partei. Im Jahr 1862 wurde er in das Repräsentantenhaus von Oregon gewählt. Bei den Kongresswahlen des Jahres 1866 schaffte er den Sprung in das US-Repräsentantenhaus, wo er am 4. März 1867 James Henry Dickey Henderson ablöste. In seine zweijährige Amtszeit fiel das gescheiterte Amtsenthebungsverfahren gegen US-Präsident Andrew Johnson. Obwohl er zunächst gegen das Impeachment war, stimmte er in der entscheidenden Abstimmung für die Absetzung des Präsidenten. Da aber im Senat eine Stimme fehlte, konnte Präsident Johnson bis zum Ende seiner Amtszeit am 3. März 1869 im Amt bleiben. Mallory verzichtete 1868 auf eine erneute Kandidatur und schied daher am 3. März 1869 aus dem Kongress aus.

## Weiterer Lebenslauf
In den Jahren 1868 und 1888 nahm Mallory als Delegierter an den jeweiligen Republican National Conventions teil, auf denen Ulysses S. Grant und später Benjamin Harrison als Präsidentschaftskandidaten der Partei nominiert wurden. Beruflich arbeitete er wieder als Rechtsanwalt. 1872 wurde er noch einmal in das Repräsentantenhaus von Oregon gewählt, dessen Speaker er dann als Nachfolger von Benjamin Hayden wurde. Zwischen 1874 und 1882 war Mallory als Nachfolger von A. C. Gibbs Bundesstaatsanwalt für den Bezirk Oregon. Danach wurde er für einige Monate auf eine Sondermission nach Singapur und Britisch-Malaya geschickt. Nach seiner Rückkehr wurde er 1883 Partner einer Anwaltskanzlei in Portland. Im Jahr 1890 war Mallory Gründungsmitglied der Anwaltskammer von Oregon.